# Quinqué

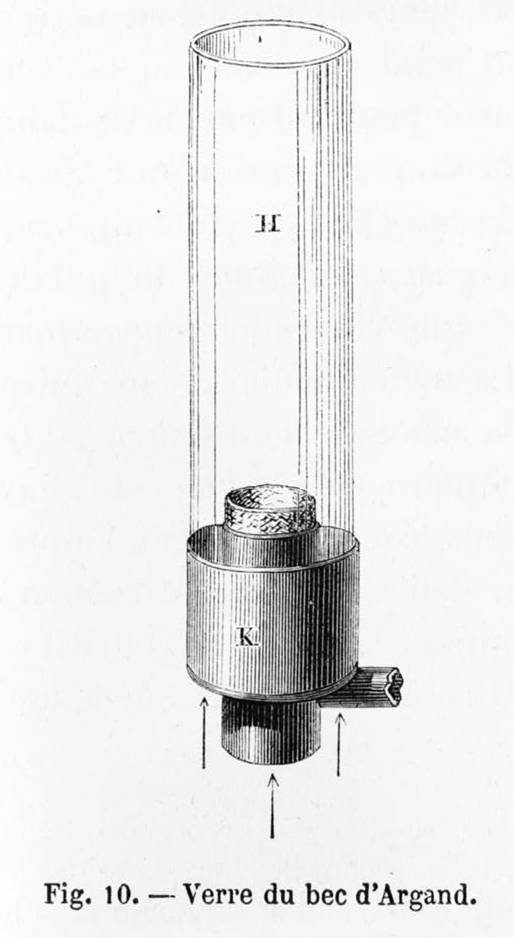
Cremador i tub de vidre d'un quinqué. Il·lustració del llibre de Louis Figuier, Les Merveilles de la science, 1867-1869.

Un quinqué o calell és un llum de taula amb un ble alimentat generalment amb petroli, d'intensitat lluminosa variable, que fou el primer llum dissenyat científicament.
Fou inventat el 1782 pel físic suís Aimé Argand (1755-1803) i patentat a Anglaterra el 1784. Fou perfeccionat posteriorment pel farmacèutic francès Antoine Arnoult Quinquet (1745-1803), llinatge del qual se'n deriva el nom.
Consta d'un ble immergit en un dipòsit de vidre, porcellana, metàl·lic, etc, situat a la part inferior, i proveït d'un tub de vidre vertical, situat a la part superior del dipòsit. El cremador d'Argand està situat entre el dipòsit i el tub de vidre, i consisteix en una metxa cilíndrica allotjada entre dos tubs metàl·lics concèntrics. El tub interior proporciona un pas a través del qual l'aire ascendeix pel centre per a mantenir la combustió en la superfície interna de la flama cilíndrica més que en la superfície exterior. El cremador disposa d'un mecanisme de regulació mitjançant una rodeta que permet de treure més o menys ble a l'exterior dels tubs metàl·lics, la qual cosa fa que hi hagi una més o menys grossa flama i, per tant, major o menor intensitat lluminosa. El tub de vidre fa les funcions de xemeneia i permet l'entrada d'aire per la seva part inferior establint-se un corrent d'aire a l'interior que manté la combustió de la flama i permet cremar de manera més completa el combustible; disposa també generalment d'un pàmpol exterior de decoració.